# Schimanski: Hart am Limit
Hart am Limit ist ein Fernsehfilm aus der Kriminalreihe Schimanski der ARD.
Der Film wurde von Colonia Media produziert und am 23. November 1997 zum ersten Mal gesendet. Er ist die dritte Folge der Schimanski-Reihe mit Götz George.

## Handlung
Einst entkam der Terrorist Dirk Vogel dem BKA-Beamten Keller und seinen Männern, aber seine Freundin Uta Maubach konnte festgesetzt und inhaftiert werden. Doch fünf Jahre später wird sie auf Geheiß des BKA durch Staatsanwältin Bonner entlassen, um als Köder zu dienen. Schimanski wird, als Gegenleistung für einen neuen Dieselmotor seines Bootes, von Bonner gebeten, das Mädchen zu beschützen. Er willigt ein und beschattet sie, als sie sich mit ihrer Schwester Regina in deren Wohnung trifft.
Dort ist sie bereits unter ständiger Bewachung der BKA-Leute Freese und Berger. Doch den Trick, die BKA-Beamten durch ein Taxi wegzulocken, durchschaut Schimanski und folgt Uta zu einem außerhalb gelegenen Restaurant, in der sie Vogel trifft. Dieser wird von neuen Freunden, japanischen Terroristen, beschützt. Als Freese und Berger dort eintreffen und ein Feuergefecht mit Vogel beginnen, kann Schimanski sich Uta schnappen und bei Kommissar Schrader verstecken.
Schimanski will nun von Bonner den wahren Grund erfahren, nachdem er von BKA-Leiter Keller darauf unsanft gebeten wurde, sich herauszuhalten. Sie gibt ihm zu verstehen, dass das BKA einen Maulwurf suche, der Vogel damals gewarnt hat, als zwei GSG-9-Beamte durch seine Flucht getötet wurden. Uta überlistet derweil Schrader und flüchtet in eine Unterschlupfwohnung. Doch der Freund Erich, der ihr die Wohnung vermittelte, verrät sie bei ihrer Schwester. Das Gespräch wird aber auch vom BKA abgehört. Schimanski wird von Regina gebeten, ihr zu helfen, unerkannt zu Uta in die Wohnung gelangen, und sie hängen mit Hilfe von Schrader ihre Verfolger ab.
Keller versucht, aus Erich weitere Informationen rauszupressen, da er weiß, dass Regina die frühere Terroristin Andrea ist. Uta hat in ihrer Wohnung eine neue Deckadresse Vogels an sich genommen und erkennt bei der Ankunft Reginas in ihrer Wohnung, dass sie eigentlich die gesuchte Top-Terroristin Andrea ist. Doch Regina will Uta zur Vernunft bringen, da Vogel längst die Kontrolle über sein Handeln verloren zu haben scheint. Als Schimanski Regina in dieser Wohnung antrifft, ist Uta entflohen und beide werden von Keller und seinen Männern dort aufgespürt. Beide sollen verhaftet werden, doch Regina bringt Keller durch die Erinnerung an die Operation Viktoria, bei der Vogel fliehen konnte, in Bedrängnis, so dass er sie gehen lässt und Schimanski festnimmt. Doch das Raubein kann Freese und Berger überwältigen und Regina einholen, als sie mit einem Taxi fortfahren will. Aber bevor sie ihm weiteres verraten kann, wird sie aus dem Hinterhalt erschossen.
Uta ist jedoch wieder in Schraders Wohnung zurückgekehrt und wird von Schimanski hart rangenommen, um raus zu bekommen, ob Vogel ihre Schwester erschossen hat. Sie weiß aber von nichts und verrät ihm nur die Deckadresse, wo sie Vogel wiedertreffen wird. Während der Hinfahrt fallen Schimanski in Vogels Lebenslauf Parallelen zu Kellers Dienstverhältnis auf. In der Wohnung finden sie eine Nachricht Vogels auf dem Anrufbeantworter. Das BKA-Team von Keller ist bereits auch vor Ort und beobachtet die Wohnung. Plötzlich werden Freese und Berger aber von Keller abgezogen. Berger traut dem Frieden aber nicht und verfolgt Keller, der sich eine MP5 aus dem Kofferraum seines Wagens holt. Nebenbei kann Berger Vogels japanische Freunde in einer Garage einsperren.
Uta kann derweil Schimanski und Schrader durch eine in der Wohnung versteckten Pistole überlisten und in die gegenüberliegenden Wohnung zu Vogel entkommen. Doch Vogel entdeckt Keller unten vor der Tür und beichtet ihr, dass Keller sein Vater sei, der versessen sei, ihn zu fassen, da er seiner Karriere erheblich schaden könne. Es kommt zu einem Zusammentreffen im Flur zwischen Vater und Sohn, die in einer heftigen Prügelei endet. Schimanski lässt den Dingen seinen Lauf, und erst Bonner kann die Situation entschärfen sowie die beiden festnehmen lassen. Zuvor hat Keller gegenüber Schimanski zugegeben, auf Regina geschossen zu haben.
Berger, Schrader und Schimanski schließen den Fall unter Alkoholeinfluss in einer Bar ab, die Schimanski lautlos verlässt, um später seinen neuen Dieselmotor von Staatsanwältin Bonner in Empfang zu nehmen.

## Soundtrack
Im Lokal am Ende der Folge ist im Hintergrund die deutsche Version des Chris-Norman-Hits Midnight Lady von Roland Kaiser zu hören. Das Original-Lied stammte aus der Schimanski-Tatort-Folge Der Tausch (1986).
Irmin Schmidt verfasste den Soundtrack zur Folge, der bereits zur Schimanski-Tatort-Folge Freunde den Titelsong Roll On Euphrates beisteuerte.